# Paesana
Paesana (piemontesisch Paisan-a, okzitanisch Paisana) ist eine Gemeinde in der italienischen Provinz Cuneo (CN), Region Piemont. 
Sie ist seit 2006 Mitglied der Berggemeinschaft Comunità Montana Valli Po, Bronda e Infernotto, die 2008 zur Comunità Montana Valli Po, Bronda, Infernotto e Varaita erweitert wurde. 

## Lage und Einwohner
Paesana liegt 54 km nordwestlich von der Provinzhauptstadt Cuneo entfernt auf einer Höhe von 614 m über dem Meeresspiegel in der Mitte des Valle Po, etwa 20 km bevor sich das Gebirgstal in die Poebene öffnet. Der in den Cottischen Alpen entspringende Po fließt am südlichen Ortsrand vorbei und hat hier ausnahmsweise einen relativ breiten Talboden. Durch das Tal – hier am gegenüberliegenden Flussufer beim Ortsteil Erasca – verläuft die Strada Statale 662 (SS 622 oder "Via Valle Po"), die ins westliche Gebirge bzw. nach Osten über Saluzzo nach Turin führt. Das Gemeindegebiet umfasst eine Fläche von 58 km² und hat 2613 Einwohner (Stand 31. Dezember 2023). Paesana ist als zentral gelegener Ort der Sitz dieses Gemeindeverbands. Zur Gemeinde zählen auch die Fraktionen (Frazioni) Agliasco, Battagli, Borgata Losasse, Calcinere, Croce, Croesio, Erasca Ghisola und San Lorenzo.
Die Nachbargemeinden sind Barge, Oncino, Ostana, Sampeyre und Sanfront.

## Geschichte

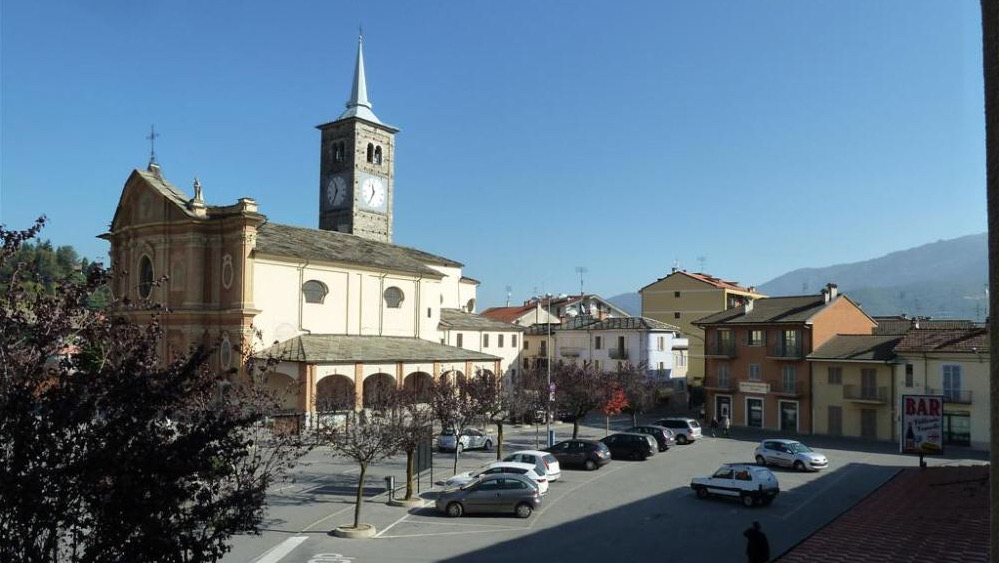
Piazza

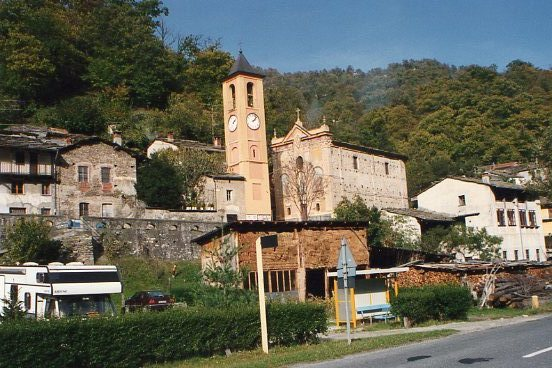
Fraktion Calcinere

Nach Ansicht einiger Wissenschaftler ergibt sich der Ortsname aus der Kombination zweier Einträge, „Po“ und „Zana“, aber die Hypothese ist nicht überzeugend. Die Spätdokumentation berichtet stattdessen von „Payxana“. Es gibt nur wenige historische Informationen über die frühen Ereignisse des Dorfes und auch seine Ursprünge sind ungewiss. Zahlreiche Felszeichnungen, die sich im Wesentlichen auf die Bric Lombatera konzentrieren, zeugen jedoch von der Existenz sehr alter Siedlungen. 
Im Mittelalter war es ein Lehen der Markgrafen von Saluzzo. Im 16. Jahrhundert wurde es zu einem wichtigen Zentrum für die Verbreitung von Reformideen, die von Waldensergruppen aus den angrenzenden Tälern Pellice und Chisone mitgebracht wurden.
Zwischen 1905 und 1935 war die Gemeinde Endstation einer Straßenbahn von Saluzzo.
Am 1. August 1944 wurde die Stadt nach mehreren Warnungen des nationalsozialistischen Oberkommandos an die Bevölkerung Opfer eines Vergeltungsschlags und in Brand gesteckt. Einige Partisanen und Zivilisten wurden kurzerhand hingerichtet. Die Erinnerung an diese Ereignisse ist in der Bevölkerung von Paesana noch immer lebendig, so dass der Ratssaal der Gemeinde Paesana nach dieser Episode benannt ist. Im gesamten Dorfgebiet sind zahlreiche Gedenktafeln zum Gedenken an die während des Befreiungskrieges barbarisch getöteten Partisanen angebracht. Zur Episode des Brandes von Paesana und ganz allgemein zur Situation der Bevölkerung während des Befreiungskrieges sind neben den zahlreichen historischen Quellen auch die damals gesammelten Seiten des Tagebuchs des Dorfpfarrers Don Ghio erwähnenswert in der Publikation „Memorandum-Seiten der Geschichte“. Diese Zeugnisse werden anlässlich der Feiertage am 25. April von den Schülern der Grund- und Mittelschulen der Stadt gelesen.
Aus historisch-architektonischer Sicht sind folgende Gebäude interessant. Die Pfarrkirche Santa Margherita im Barockstil, in deren Inneren sich wertvolle Möbel befinden; die Pfarrkirche Santa Maria mit einem wunderschönen romanischen Glockenturm; die Kirche der Bruderschaft Santa Maria mit interessanten Fresken und schließlich die Kapelle der Madonna des Ostens, einst ein Wallfahrtsort.